# Лаблашер
Лаблаше́р (фр. и окс. Lablachère) — коммуна во Франции, находится в регионе Рона — Альпы. Департамент коммуны — Ардеш. Входит в состав кантона Жуайёз. Округ коммуны — Ларжантьер.
Код INSEE коммуны — 07117.

## Климат
Климат средиземноморский, с жарким летом, дождливой осенью, особенно в октябре, мягкой зимой и весной с редкими осадками.

## Население
Население коммуны на 2008 год составляло 1815 человек.
| 1962 | 1968 | 1975 | 1982 | 1990 | 1999 | 2008 |
| ---- | ---- | ---- | ---- | ---- | ---- | ---- |
| 1250 | 1270 | 1277 | 1392 | 1562 | 1520 | 1815 |

## Экономика
В 2007 году среди 1030 человек в трудоспособном возрасте (15—64 лет) 663 были экономически активными, 367 — неактивными (показатель активности — 64,4 %, в 1999 году было 63,0 %). Из 663 активных работали 593 человека (325 мужчин и 268 женщин), безработных было 70 (19 мужчин и 51 женщина). Среди 367 неактивных 78 человек были учениками или студентами, 179 — пенсионерами, 110 были неактивными по другим причинам.

## Достопримечательности
- Базилика Нотр-Дам-де-Бон-Секур
- Церковь Сен-Жюльен-де-Лаблашер
- Мегалитический мост
- Замок де ла Соме
- Дольмены

## Фотогалерея

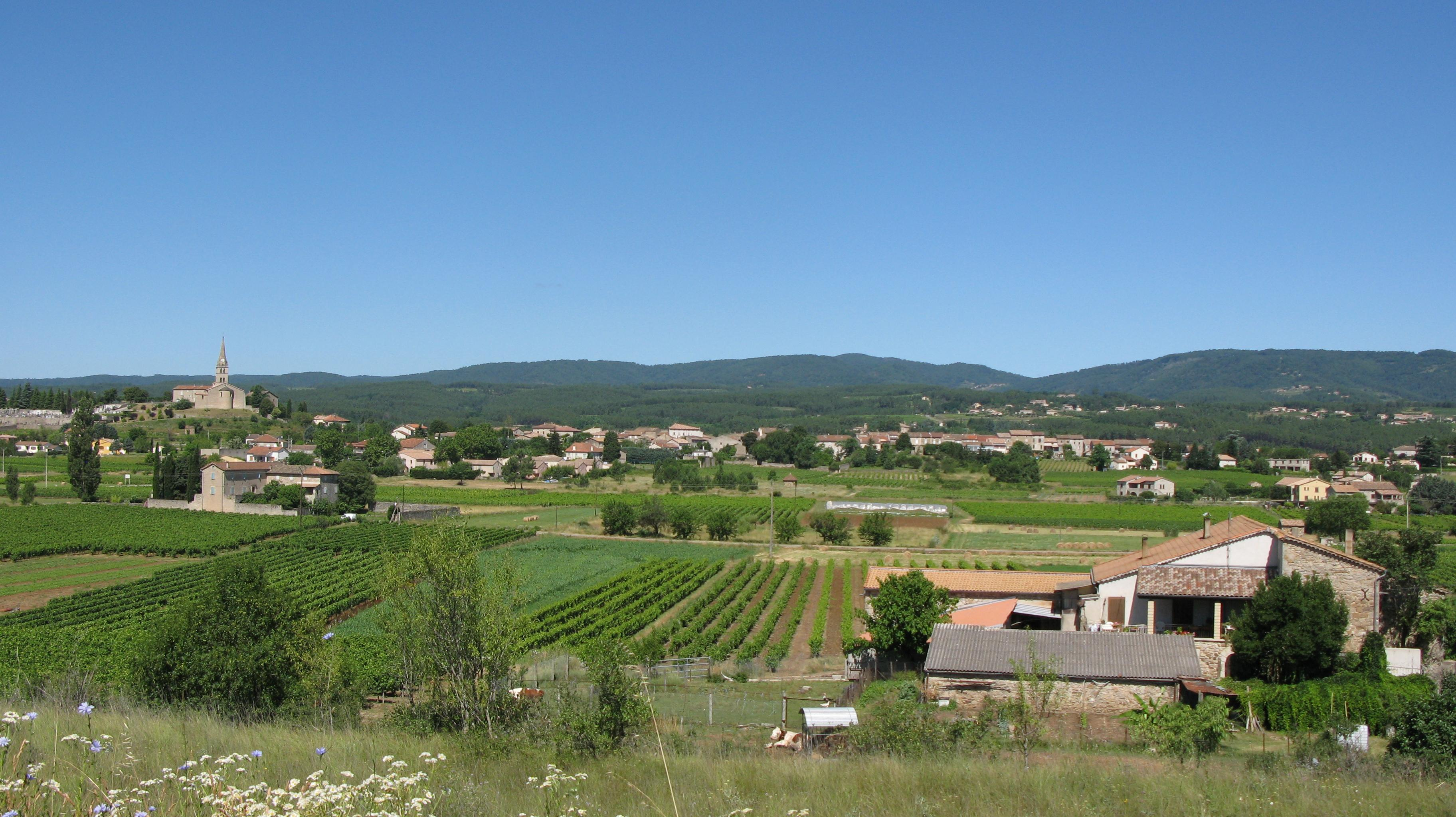
Лаблашер
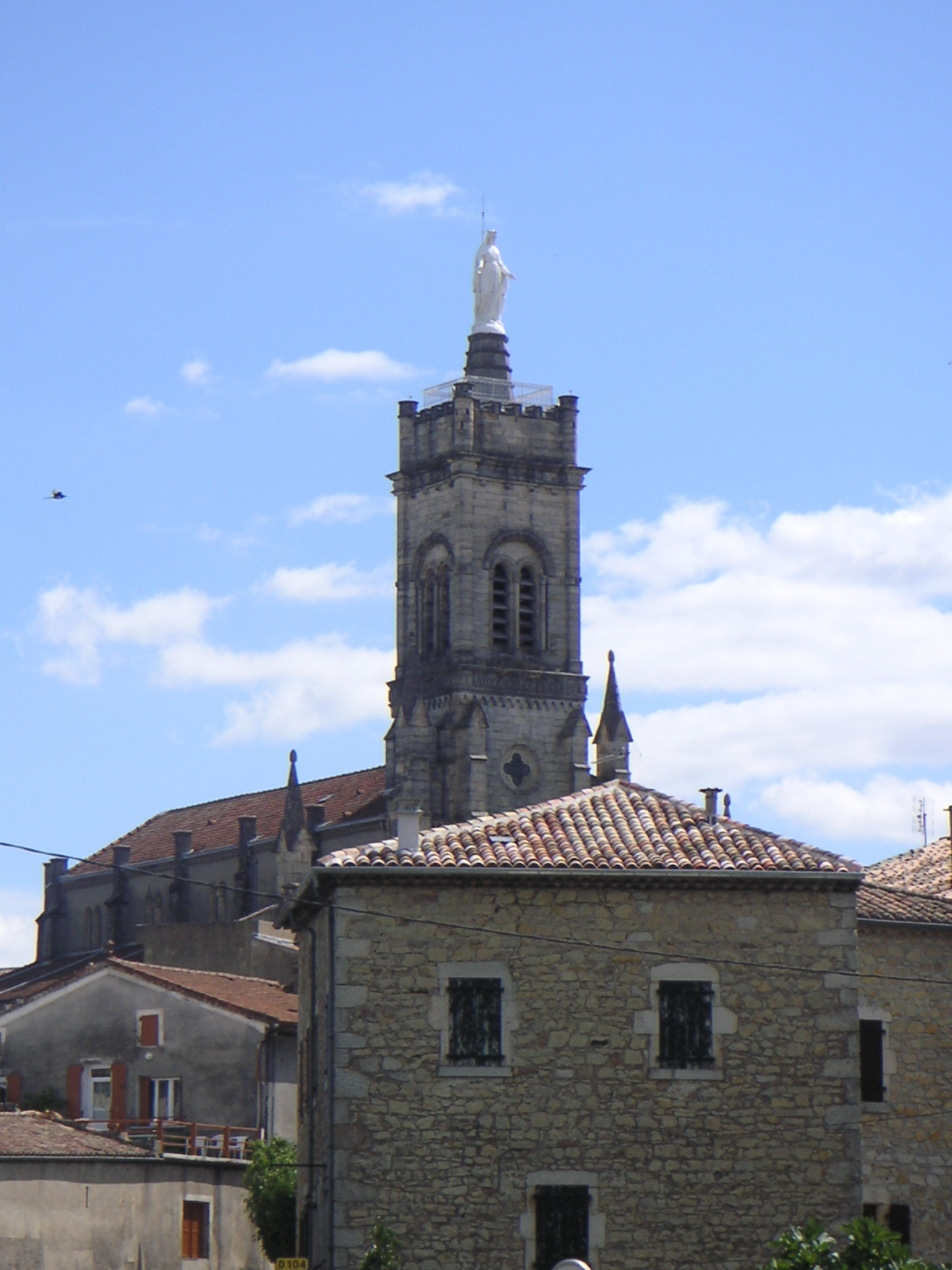
Базилика Нотр-Дам-де-Бон-Секур
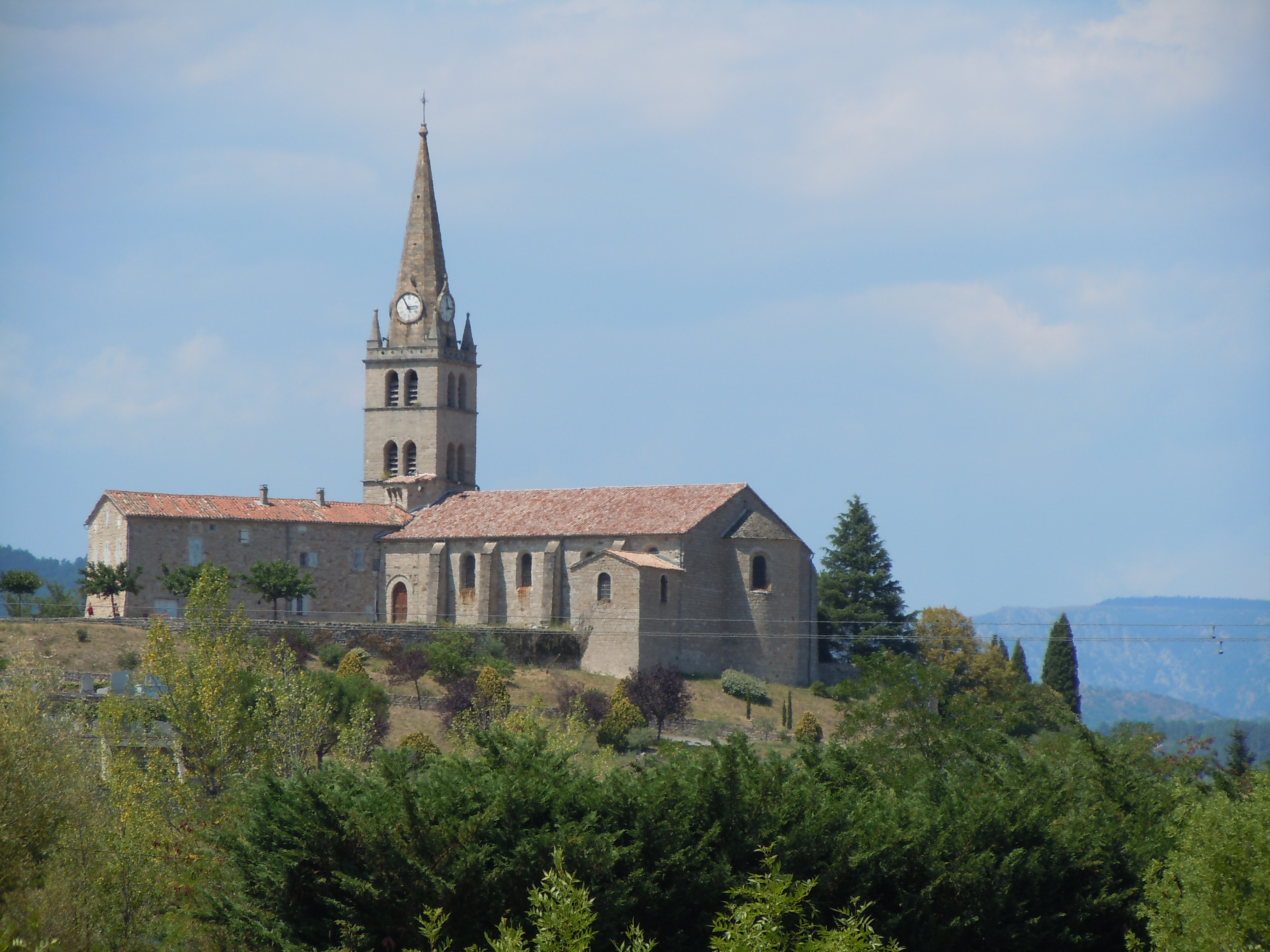
Церковь Сен-Жюльен-де-Лаблашер
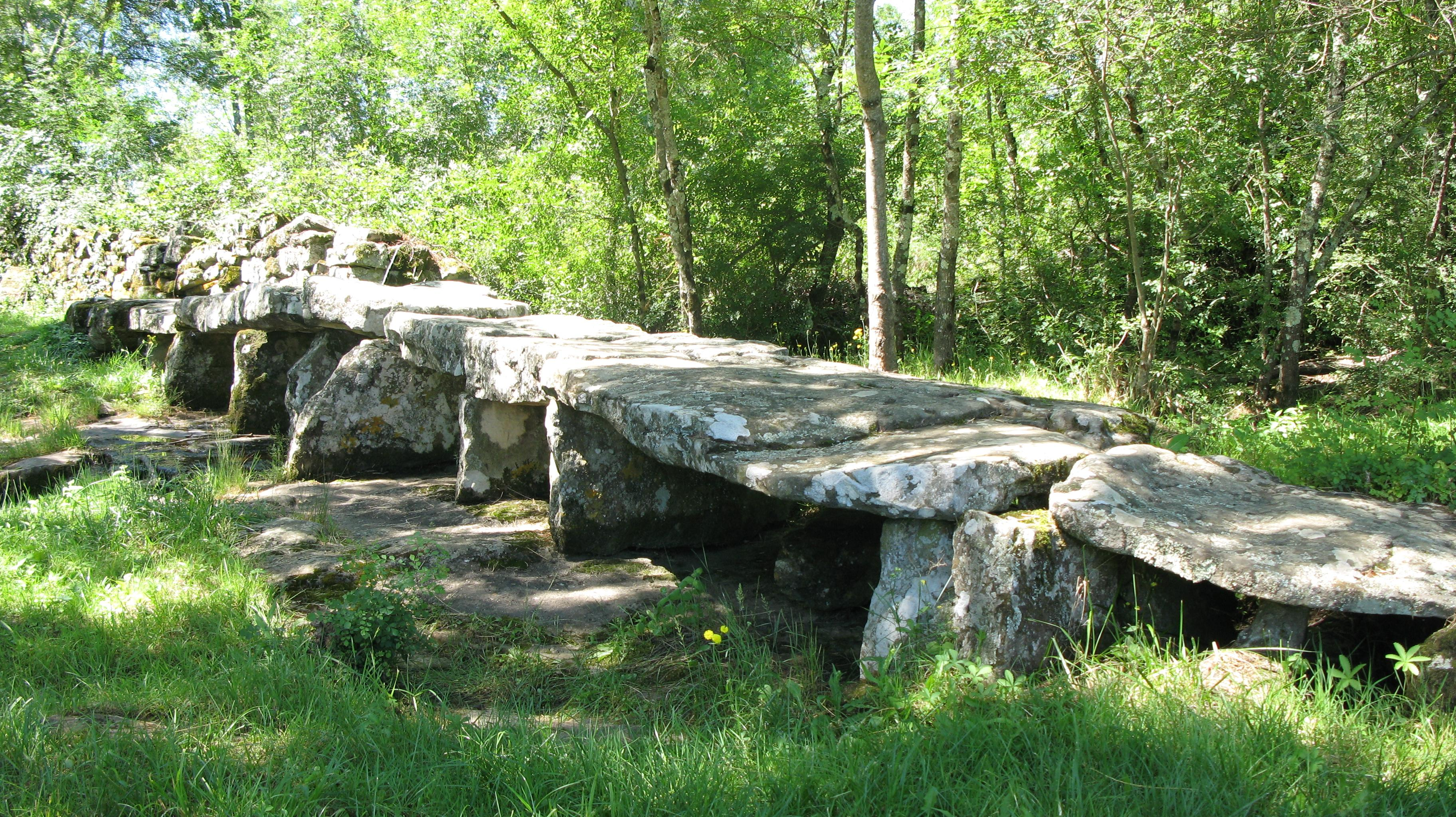
Мегалитический мост
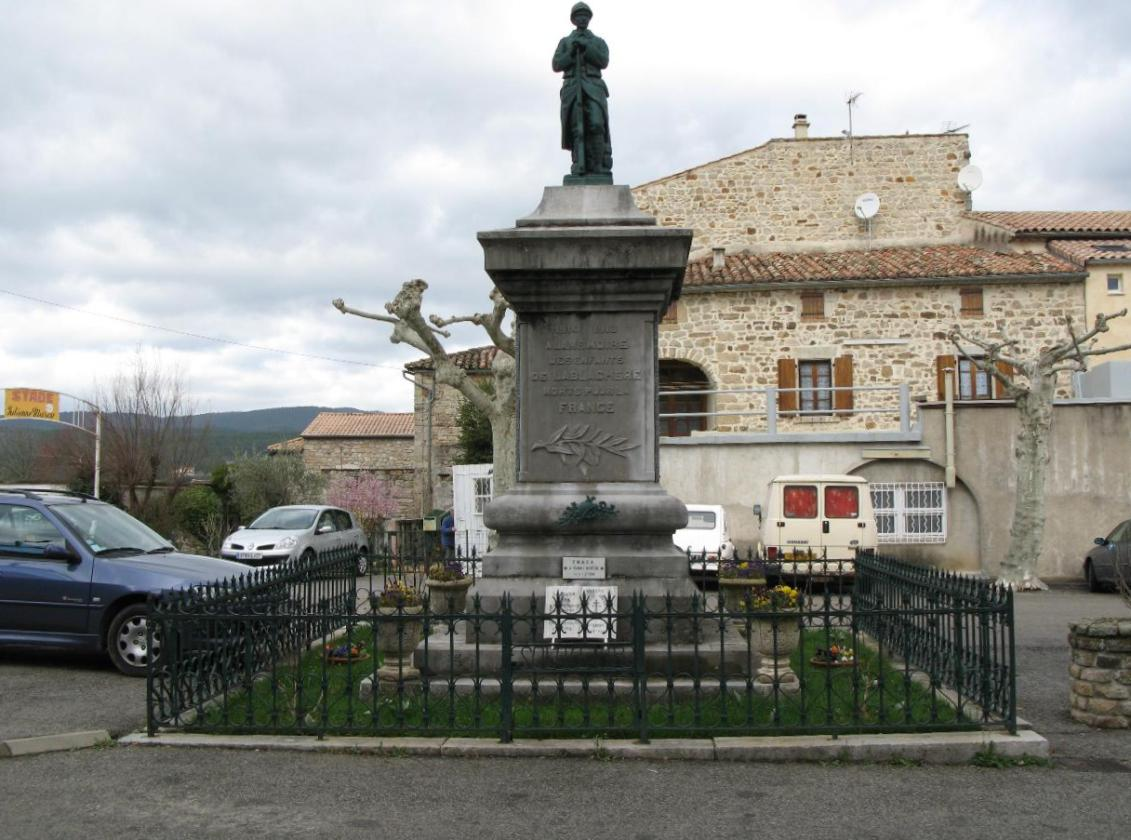
Памятник погибшим в Первой мировой войне
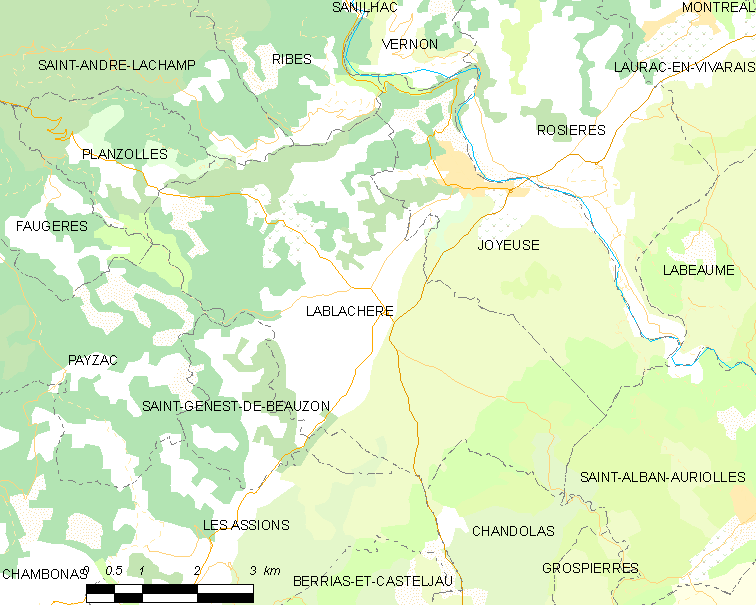
Карта коммуны